# Heinrich Treplin
Christian Heinrich Treplin (* 22. Mai 1884 in Leipzig; † 14. Juli 1970 in Düsseldorf) war ein deutscher Jurist und Bibliothekar.

## Leben
Nach rechtswissenschaftlichem Studium und Promotion (1915) sowie Bibliotheksvolontariat war er ab 1922 an der Universitätsbibliothek Leipzig tätig. Im zweiten Band des von Fritz Milkau herausgegebenen Handbuchs der Bibliothekswissenschaft (1933) verfasste Treplin das Kapitel Das Bibliotheksrecht, in der zweiten Auflage (1961) zusammen mit Hildebert Kirchner – bis zu den neueren Arbeiten Kirchners das Standardwerk zum deutschen Bibliotheksrecht.
Der Reichsanwalt und Senatspräsident beim Reichsgericht Ludwig Treplin war sein Vater.

## Schriften
- Die rechtlichen Beziehungen der Krankenkassen und Berufsgenossenschaften zueinander gemäß den §§ 1501–1517 RVO v. 19. Juli 1911. Dissertation. Leipzig 1915.
- Bibliotheksrechtliche Fragen. In: Zentralblatt für Bibliothekswesen. 42, 1925, S. 488–498 (Vortrag, online).
- Die Rechtsgrundlage für die Photokopie in der Bibliothekspraxis. In: Zentralblatt für Bibliothekswesen. 50, 1933, S. 590–594 (online, Mitteilungen aus und über Bibliotheken unter 2.).
- Der Versuch – Grundzüge des Wesens und der Handlung. In: Zeitschrift für die gesamte Strafrechtswissenschaft. 76, 1964, S. 441–472. doi:10.1515/zstw.1964.76.3.441